# 加利西亚战役
加利西亚战役，亦稱伦贝格战役，是第一次世界大战时发生在奥匈帝国和俄罗斯帝国之间的一场大规模会战。也是一战东线的第一场大规模会战，超过200万士兵在400公里的战线上激烈厮杀。该次战役前奥俄双方均尝试主动进攻，唯因交战双方均在战略上发生误判，导致会战完全偏离双方预先的构想。最终实力稍逊的奥匈帝国军先胜后败，被俄军从加利西亚击退。

## 战前局势
由于萨拉热窝事件，奥匈帝国于1914年7月28日入侵塞尔维亚。做为对入侵的回应，俄罗斯在8月1日对奥匈帝国宣战。虽然奥匈帝国将40%的兵力用于对塞尔维亚作战，但俄奥两国在相邻的加利西亚地区率先发生冲突是不可避免的。尤其两国均已经为这次冲突计划了很久。

### 奥匈帝国计划
早先奥匈军制定的对俄国开战计划中奥军应该在加利西亚进入守势，待塞尔维亚戰敗后再对俄罗斯进攻。但奥军统帅康拉德却希望同时打赢两场战役。他的主要目标是从加利西亚北攻入俄属波兰。丹克尔将军的第一集团军将从左翼进攻。奥芬贝格的第四集团军在右翼进行掩护。而留守加利西亚的斐迪南大公所属第三集团军将在东方掩护这次进攻，并抵挡可能的，来自东方的俄军进攻。康拉德预计这次进攻可以将俄罗斯西北方面军困死在俄属波兰，并一举歼灭之。 
当然，这个目的的达成需要德军同步从东普鲁士发动另一个向南的攻势呼应。由于1906年小毛奇曾经为康拉德做出过德军会配合奥军发动攻势的承诺，康拉德坚信他的计划一定可行。为了预防可能的俄军主力出现在东南方向的意外情况，康拉德也计划了在此时令第四集团军向东南急转攻击俄军侧翼的预案。只不过康拉德似乎从未认真考虑过执行此预案。而且康拉德计划用于执行此作战的兵力也不足。
由于同时还要与塞尔维亚开战，为防万一，奥匈帝国第二集团军部署在匈牙利作为预备队，以便在塞尔维亚或加利西亚任何一方出现问题时前往支援。但因为塞尔维亚的战事吃紧，1914年8月中第二集团军已经优先部署到临近塞尔维亚的地方。

### 俄罗斯计划
俄军的计划相对要简单得多。战前俄军制定了G计划（Germania）以应对德军大举入侵的可能。如果德军集中注意力进攻法国而忽视东线，则执行A计划（Austria）进攻加利西亚。两个计划分别由位于华沙和基辅的西北方面军司令部和西南方面军司令部指挥。无论执行哪个计划，另一个方向的部队均会抽调兵力支援对方。然而由于华沙和基辅两个司令部的不和，双方均无意对对方给予支援，为日后的俄军的一系列混乱埋下伏笔。俄军为了防止波兰口袋内的部隊被包围，在开战后俄军将会从中撤出全部军队。
开战之后，俄军本来希望率先执行A计划进攻加利西亚以击败相对儒弱的奥匈帝国，但由于开战后法国的迅速溃败，导致俄罗斯不得不为援助盟友提前进攻德国执行G计划，并为了牵制奥军同步执行A计划。为此俄军派遣了34个步兵师前往东普鲁士，47个步兵师前往加利西亚。俄军计划采取西南方面军右翼包抄的方式进攻加利西亚，以便将奥军在伦贝格包围歼灭。同时右翼进攻也会经过德属西里西亚，从而吸引德国的注意。然而俄军指挥官尼古拉·伊万诺夫对这个计划不很喜欢，因为他们一直判断奥军主力就部署在加利西亚。且这个计划中未考虑北攻的丹克尔集团军反击俄军侧翼的可能——而原先计划作為掩护侧翼的部队改調去进攻东普鲁士。

## 战斗经过

### 突进
按照奥匈帝国的早先计划，奥军应该在俄罗斯宣战以后立刻发动进攻。然而因为奥军指挥和后勤的混乱，直到8月6日，奥匈帝国才对俄罗斯宣战。奥军更耗到8月15日才对俄罗斯发动第一次进攻。奥军从加利西亚北部约200公里宽的战线上派出相当可观的骑兵部队对俄属波兰发起跨境侦查。奥军骑兵虽然饱受俄军步兵的骚扰，仍然向俄国境内突进了100英里。尽管这次伤亡惨重的侦察行动并未找到俄军主力，康拉德仍然在20日下令第一集团军和第四集团军出发，向俄属波兰的卢布林进攻。
当23日，丹克尔将军的第四集团军在克拉希尼克终于与俄军萨尔扎的第四集团军遭遇的时候，双方都大吃一惊。奥军没料到在这里就和俄军遭遇，而俄军则万没想到在此处的奥军实力如此之强。实力不济的萨尔扎部遭到击溃，并损失二万人。俄军虽然没有判定向北进攻的奥军是主力，但位于基辅的俄西南方面军司令伊万诺夫希望利用奥军北攻的空档，方便执行他右翼进攻加利西亚，达成包围他们想象中的奥军主力的目的。俄罗斯西南方面军下令普列维的第五集团军向西移动做为包抄加利西亚的先锋，同时为萨尔扎部解围。俄军主力西南方面军则开始缓缓向着加利西亚进军，准备迎击他们想象中的奥匈帝国军主力。

### 混战
普列维赶到了，情况却变得更糟——奥芬贝格的第四集团军此时赶到，并和普列维在科马鲁夫遭遇。由于俄军固执的坚持向西运动为萨尔扎部解围，结果后方反遭奥芬贝格包抄。到8月28日，该军已因奥芬贝格三面包围而陷入绝境。由于奥军进展迅速，虽然康拉德已经得到加利西亚东面出现大量俄军的情报，仍然将防守加利西亚的第三集团军中抽掉了一个军共二个师支援奥芬贝格进攻普列维的左翼，并将做为预备队的第二集团军调往北方。而丹克尔的第四集团军则追逐溃逃的萨尔扎部到卢布林，却在此受到俄军迟滞，进攻受阻。
然而俄军在加利西亚的反击也开始了。和波兰的情况不同，在加利西亚的俄军比奥军有五对二的优势。虽然前线指挥的鲁斯基将军担心遭遇想象中的奥军主力，故此俄军的进攻一直非常缓慢和谨慎。但他们面对的是实力已经削弱的奥军第三集团军。由于康拉德有意无意的没有在伦贝格一代设下工事，使得遭遇俄军的奥军一触即溃。俄军进攻仍然缓慢，但已在不知觉间威胁了奥芬贝格部的后方补给线。

### 逃亡
8月25日，防御加利西亚的奥军司令布鲁德曼奉康拉德之命幼稚的发动了一场对俄军的大反击。结果实力明显不足的奥军在此遭遇惨败。8月27日布鲁德曼再次发动反击结果一溃千里。等到8月30日，布鲁德曼才发现自己正在遭遇俄军主力。得到消息的康拉德立刻下令奥芬贝格归还第三集团军借出的两个师。加上俄军暂停了攻势（还是因为担心自己正在面对奥军主力），使奥军暂时稳定下了战线。但俄军迅速重启进攻，使奥军无法控制的溃败。布鲁德曼建议康拉德放弃已经守不住的伦贝格。等到9月2日康拉德勉强同意。同时他还下令奥芬贝格执行之前计划的向东南急转进攻西南方面军侧翼的计划。结果放跑了已经陷入绝境的普列维部。由于奥芬贝格对鲁斯基的反击一度奏效，9月8日康拉德再次下令发动对伦贝格的反击，却使奥军防线完全崩溃，部队控制不住的向后逃亡，加利西亚东部已经完全丢失。丹克尔将军要求撤退回桑河以后。犹豫不决的康拉德在意外截获了一份表明俄军计划的电报后承认失败，下令奥军后撤。

### 结束
9月初，奥匈帝国军已经处于完全溃败的状态。主力撤退到桑河以后。而普热梅希尔要塞就成为西里西亚和喀尔巴阡山口最后的屏障。代替布鲁德曼指挥第三集团军的博罗耶维奇请求康拉德放弃普热梅希尔，以免撤下来的十几万大军全军覆没。康拉德却下令加固普热梅希尔要塞，并幸运的赶在俄军抵达前修好了包括堡垒、炮兵阵地、壕沟和铁丝网的复杂阵地。抵达普热梅希尔要塞的俄军不等完成包围就发起猛攻，结果除了数万人阵亡外一无所获。俄军因此终止攻势。加利西亚战役结束。

## 结局和影响
尽管加利西亚战役的结局是干脆地分出了胜负，然而交战双方均犯下一系列指挥上的大错，导致战役的走向一部分取决于谁的行为更愚蠢。
康拉德尽管算得上是战略大师，北攻和之后反击俄西南方面军的计划也无懈可击，然而奥军并没有足够的准备和装备来完成这样的进攻，使计划的可能性本身就存疑。加上康拉德战术能力一塌糊涂，德军没有进行预期的配合，更使制订的战略变成纸上谈兵。康拉德远离前线指挥，生活悠闲自在，甚至将大量精力放在作战无关的事情上，使指挥部门执行力低下。他的优柔寡断令进攻延迟了很久浪费了俄国动员的大好时机，本已经使奥国的战略机会错过。然而康拉德依旧一意孤行执行既定战略，最终白白将奥军送入虎口。
此战也暴露出奥匈帝国多民族军队的弊端——仅有德意志和捷克裔的军人能相互听懂彼此的语言，其他民族的军人要么听不懂军官的德语指挥，要么故意听不懂。非德意志的军人士气也不佳，尤其是斯拉夫裔士兵，并不愿意对抗同为斯拉夫人的俄罗斯，故此多有逃兵和投降者。有时仅需要俄军过来喊一次话，就会成建制投降。本地的居民对本国军队的态度也十分不友善——乌克兰和波兰裔的加利西亚人大多欢迎俄罗斯人，视他们为解放者。不少当地人自发为俄军带路，或者为俄军炮兵指引奥军的阵地方向。为此奥匈帝国军在当地残杀了大批抵抗分子。
然而此战后当地人对俄罗斯的态度却大变——奥地利人和马扎儿人在的时候当地人尚且可以享受国民待遇，俄军入侵后却肆无忌惮的烧杀抢掠，使当地人（尤其是犹太人）尽数成为难民。而哥萨克人更是凶残，其掠夺和残杀程度甚至连其他俄国军人都无法看下去。俄军的残忍传到后方激起了当地人对俄国的极大恐慌——为了防止家乡讓俄国攻陷，原先毫无战意的乌克兰裔杂牌地方防卫军竟能在喀尔巴阡山口顶住俄军主力的猛攻，而之前为俄国炮兵指示奥军阵地的当地人反过来为奥军指示俄军的位置。此次战役在俄罗斯和西乌克兰人之间引起了很大的矛盾，直到战后都没有消解。
奥匈军的崩溃几乎和德军在马恩河的溃退发生在同一时期。这标志着同盟国开战时大规模进攻的结束。

## 书目
- 《哈布斯堡的灭亡-第一次世界大战的爆发和奥匈帝国的解体》（A Mad Catastrophe:the Outbreak of World War I and the Collapse of the Habsburg Empire）（2016） - 杰弗里·瓦夫罗 (Geoffrey Wawro)著 - ISBN 9787509788837
- 《第一次世界大战史》（World War I）(2010) - 李德·哈特（Sir Basil Henry Liddell Hart）著 - ISBN 9787208093607